# Кохорта (статистика)
 Тази статия е за термина в статистиката.  За римската военна част вижте Кохорта.  
В статистиката, маркетинга и демографията кохорта означава група от лица, обект на проучване, които споделят определяща характеристика. Обикновено обект на проучвания, при които се използват кохортни данни, са хора, преживели основно житейско събитие като раждане или дипломиране в избран период от време.
Тъй като кохортните данни са прецизирани спрямо конкретен период от време, те обикновено са по-точни и може да бъдат по-полезни за изследователите-демографи от данните за определен период от време. По-голямата точност се дължи на обстоятелството, че кохортните изследвания може да бъдат прецизирани по такъв начин, че да се извличат персонализирани данни за целите на конкретно изследване.
Кохортните данни не се влияят от т.нар. темпови ефект (дефиниран като инфлация или дефлация на периодичността на демографско събитие в резултат на повишаване или спадане на средната възраст, на която се случва събитието), за разлика от данните за определен период от време. И обратното, използването на кохортни данни може да бъде неблагоприятно от гледна точка на това, че събирането им за целите на конкретно кохортно проучване може да отнеме много време. Друг недостатък на кохортните проучвания е, че може да бъдат изключително скъпи за провеждане, тъй като проучването продължава за много по-дълъг период от време.

## Дефиниция
В речника на Националния статистически институт на понятията, използвани в практиката на институцията, е приложено следното определение за кохорта:
Най-често се определя като група от лица, които се изследват през определен период от време. Това са родените в предварително дефиниран отрязък от време, така че интересуващите ни характеристики на тази част от населението могат да се наблюдават във всеки следващ временен (възрастов период).

## Типове кохортни изследвания
Два от по-важните типове кохортни изследвания са:
1. Проспективно кохортно проучване: При този тип проучване се извършва събиране на данни за експозиция (в епидемиологията понятието се използва широко, отнасяйки се до всеки фактор, който може да бъде свързан с резултат от изследователски интерес[5]) от обектите, привлечени преди разработването на резултатите, които са от интерес за изследователя. След това те се проследяват във времето, за да се може да се установи и документира кога обектът ще развие резултата от интерес. Начините за проследяване на обектите на изследването включват: телефонни интервюта, интервюта лице в лице, физически прегледи, медицински/лабораторни тестове и въпросници, изпратени по пощата.[6] Пример за проспективно кохортно проучване е измерването на всички раждания на бебета от мъжки пол през 2018 г. Изследователят ще трябва да изчака събитието да приключи, тоест настъпването на края на 2018 година, за да са налице всички необходими на изследователя данни.[7]
2. Ретроспективно кохортно проучване: Обект на ретроспективните проучвания са индивиди, изложени на риск да имат резултата или заболяването, което е от интерес за изследователя. При този тип проучвания се идентифицира резултатът, започвайки от мястото, където се намира обектът, когато изследването започва, към миналото на обекта, за да се установи експозицията. За целите на тези проучвания се използва документация, в т.ч. клинично досие, образователни дипломи, свидетелства за раждане, смъртни свидетелства и т.н., което може да бъде затруднено от липсата на данни, необходимо за изпълнението на изследователските задачи на започнатото проучване. При тези изследвания може да са налице повече от една експозиция, което допълнително затруднява провеждането им.[8] Пример за ретроспективно кохортно проучване е изследване на група от хора, родени през 1970 г., които имат диабет тип 1. Изследователят ще започне с разглеждане на исторически данни, но ако в усилията си да идентифицира източника на диабет тип 1 използва неефективни данни, резултатите от изследването няма да са точни.[2]